# داريل ريد (لاعب كرة قدم أمريكية)
داريل ريد (بالإنجليزية: Darrell Reed)‏ هو لاعب كرة قدم أمريكية أمريكي، ولد في 28 يوليو 1965.